# Daytona Beach, Florida
Daytona Beach este un oraș din statul Florida al Statelor Unite ale Americii. 
La recensământul din 2000, erau 64112 de locuitori pe o suprafață de 152 km², iar în 2004, populația a ajuns la 64422 de locuitori.
Orașul este renumit pentru cursele de automobilism sau motociclism, care au loc pe plajele sale de nisip.Primele curse auto au avut loc acolo în 1902 și a continuat timp de 47 de ani, apoi la Daytona International Speedway.
Aici au loc concerte, notabil este un concert al trupei Blink-182 din anul 2000. Orașul este vizitat de peste 8 milioane de persoane în fiecare an, ocupând mai mult de 300 moteluri. Turismul este resortul principal al economiei locale.

## Istorie
Daytona Beach a fost fondat de către Matthias Ziua, venit din Ohio în 1871, care a dat numele său orașului. Orașul a fost încorporat în 1876. În 1926 a fuzionat cu Seabreeze, un oraș din apropiere.

## Orașe înfrățite
- Bayonne, Franța din  1997[4]